# ムアンチエンマイ郡
ムアンチエンマイ郡（ムアンチエンマイぐん）は、タイ王国の北部にある郡（アムプー）。チェンマイとも。チエンマイ県の県庁所在地（ムアン）でもある。ラーンナータイ王国の首都として、メンラーイ王により1296年4月12日建造された。王国の首都として古くから発展し、ラーンナータイ王国が廃止された現在でも北部の文化・経済の中心である。人口では東北部のナコーンラーチャシーマーを下回るが、その歴史の長さや都市の格から、一般にバンコクに次ぐタイ第2の都市とされている。

## 名称
チエンマイとは「新しい街」という意味である。これはマンラーイ王が都を建設した際には、すでにチエンラーイ（「マンラーイの街」という意味）があり、これに対して新たに建設されたチエンマイを「新しい街」と称したのが、チエンマイの名の由来である。また美名としてノッパブリーシーナコーンピンチエンマイ (タイ語: นพบุรีศรีนครพิงค์เชียงใหม่) という呼称があり、意味は「新しい街吉祥なるナコーンピンたるチエンマイ」である。このためナコーンピン (タイ語: นครพิงค์) という名称が用いられたこともあった。

## 歴史

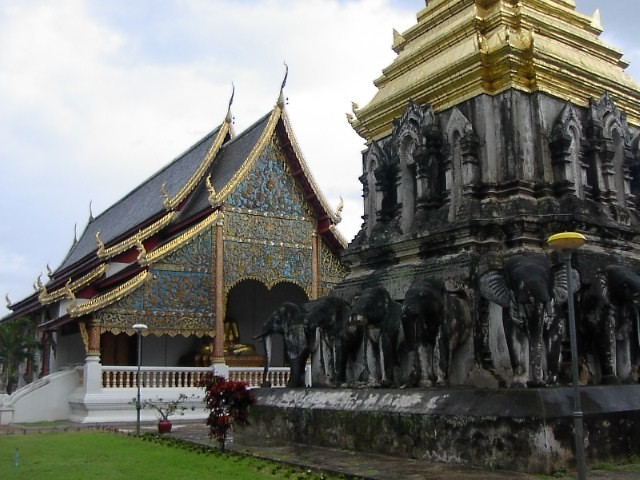
13世紀頃までさかのぼることのできる歴史あるワット・チェンマン

ランナータイ王国の首都は、もともとチエンラーイであったが、メンラーイ王によってグレゴリオ暦で1296年4月12日午前4時をもって公的にチエンマイに遷都された。この日時は宮廷の天文学者や占い師が選定した時間である。このときスコータイからラームカムヘーン王を呼び、パヤオからはガムムアン王を呼んで、都市計画を練り上げた。このため、都市の建設の様式にスコータイ的な要素が混ざり、それまで、ラーンナー世界で一般的だった川沿いに都市を建てる様式（チエンセーン、チエンラーイなど）とは違い、川から少し離れた場所に碁盤の目状に建てられている。なお、現在残る市街地の城壁がこのころのマンラーイの時代の遺跡なのかメーク王の時代の遺跡なのかは分かっていない。
チエンマイの建設には、北にあった元の侵攻を避け、コーク川に面したヨーン地域にアクセスがよく、北上すれば、すぐにマンラーイの母体であったヨーン地域の支配に不便でなかったという背景があった。加えてチエンマイはピン川の上流にあり、ピン川はチャオプラヤー川とタイランド湾に通じており、中国との貿易に有利であった。
その後、チエンマイはラーンナー王朝の首都として発展を遂げたが、ラーンナー王朝は1558年ビルマのタウングー王朝により属国化された。ただし、征服者のバインナウンは引き続きチエンマイをラーンナー地域の首都とした。1701年にはラーンナー地域はチエンマイを中心とする南部地域と、チエンセーンを中心とする北部地域に分けられ、チエンマイは南部地域の首都となった。
18世紀後半にはビルマの求心力が低下し、ラーンナー地域は内乱状態に陥り、1780年までにチエンマイは疲弊し瓦礫と化した。一方、カーウィラは1796年に、チエンマイに残っていたビルマ勢を一掃し、チャクリー王朝の後援のもと、チエンマイを再興した。これが現在のチエンマイの骨格となっている。その後、1899年、チエンマイは君主をかかえたまま、内務省の下位の行政組織、郡（アムプー）となった。

### 主な寺院・遺跡
チエンマイは歴史ある街であり、古くから町中に多くの寺院や遺跡が存在する。
- ワット・プラタートドーイステープ
- ワット・チェンマン
- ワット・プラーサート
- ワット・プラシン
- ワット・パンタオ
- ワット・チェーディールワン
- ワット・プワックホン
- ワット・チェットヨート
- ワット・スワンドーク
- ワット・パーデーン
- ワット・ブッパーラーム
- ワット・セーンムアンマー
- ワット・パーターン
- ワット・タポーターラーム
- ワット・ウモーンテーラチャン
- ウィエンクムカーム

## 地理

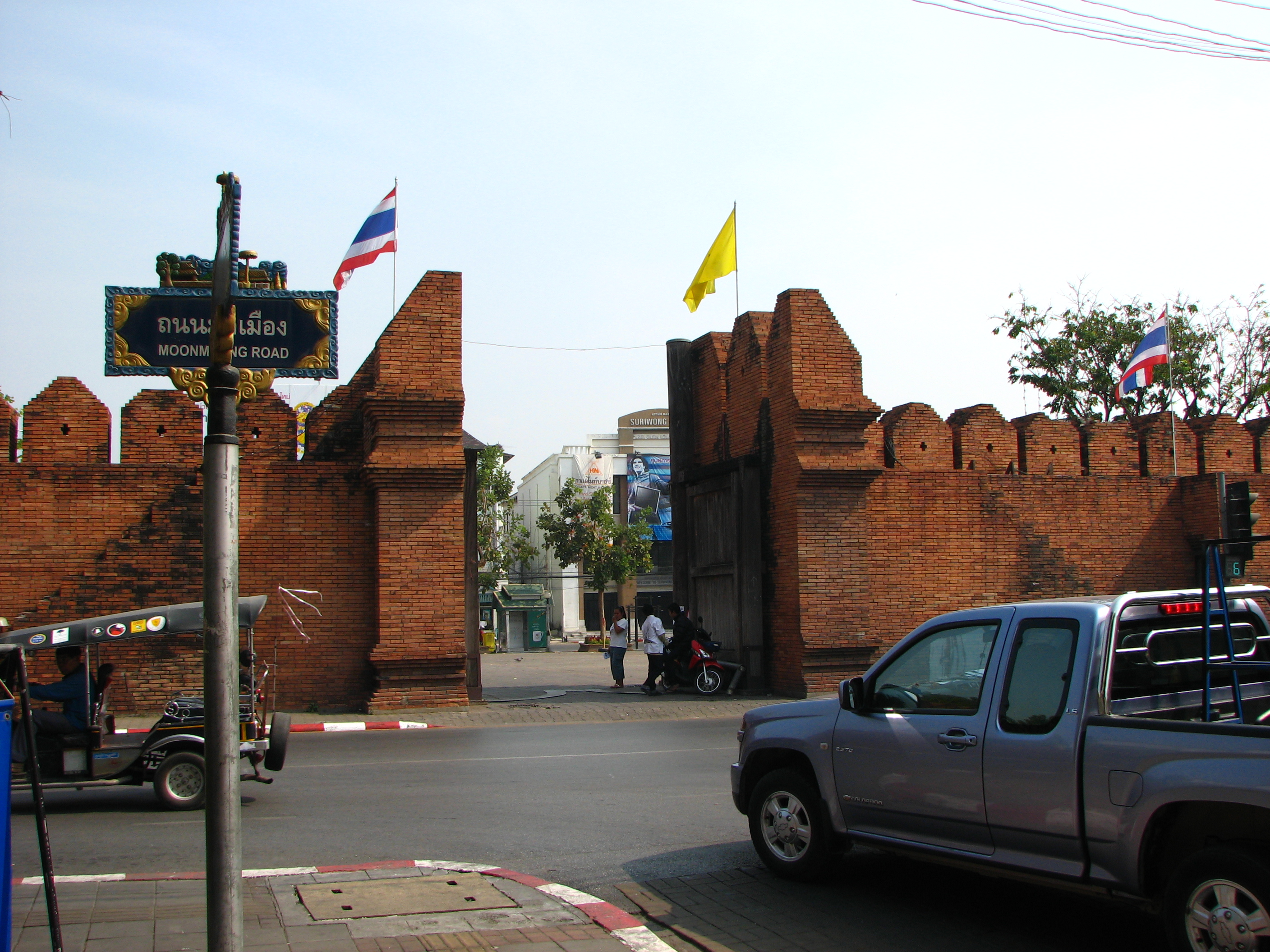
ターペー門（チエンマイの城壁にある門）

### 気候
気候はバンコクより涼しく、乾期（11-1月）は夜間の最低気温が摂氏12℃まで下がることもある。日中の気温は平均摂氏25℃ぐらいで一年で一番過ごしやすい季節だといわれている。ただし盆地のためか4月はバンコク以上の温度になることもある。
| チエンマイ(1981–2010)の気候                                                           | チエンマイ(1981–2010)の気候 | チエンマイ(1981–2010)の気候 | チエンマイ(1981–2010)の気候 | チエンマイ(1981–2010)の気候 | チエンマイ(1981–2010)の気候 | チエンマイ(1981–2010)の気候 | チエンマイ(1981–2010)の気候 | チエンマイ(1981–2010)の気候 | チエンマイ(1981–2010)の気候 | チエンマイ(1981–2010)の気候 | チエンマイ(1981–2010)の気候 | チエンマイ(1981–2010)の気候 | チエンマイ(1981–2010)の気候 |
| 月                                                                                    | 1月                         | 2月                         | 3月                         | 4月                         | 5月                         | 6月                         | 7月                         | 8月                         | 9月                         | 10月                        | 11月                        | 12月                        | 年                          |
| ------------------------------------------------------------------------------------- | --------------------------- | --------------------------- | --------------------------- | --------------------------- | --------------------------- | --------------------------- | --------------------------- | --------------------------- | --------------------------- | --------------------------- | --------------------------- | --------------------------- | --------------------------- |
| 最高気温記録 °C （°F）                                                                | 35.5 (95.9)                 | 38.2 (100.8)                | 40.8 (105.4)                | 41.6 (106.9)                | 42.4 (108.3)                | 40.5 (104.9)                | 39.3 (102.7)                | 38.0 (100.4)                | 41.2 (106.2)                | 37.1 (98.8)                 | 36.5 (97.7)                 | 35.0 (95)                   | 42.4 (108.3)                |
| 平均最高気温 °C （°F）                                                                | 29.8 (85.6)                 | 32.6 (90.7)                 | 35.2 (95.4)                 | 36.5 (97.7)                 | 34.2 (93.6)                 | 32.7 (90.9)                 | 31.8 (89.2)                 | 31.5 (88.7)                 | 31.7 (89.1)                 | 31.4 (88.5)                 | 30.1 (86.2)                 | 28.6 (83.5)                 | 32.18 (89.93)               |
| 平均最低気温 °C （°F）                                                                | 14.9 (58.8)                 | 16.2 (61.2)                 | 19.5 (67.1)                 | 22.9 (73.2)                 | 23.8 (74.8)                 | 24.0 (75.2)                 | 23.9 (75)                   | 23.7 (74.7)                 | 23.2 (73.8)                 | 22.2 (72)                   | 19.2 (66.6)                 | 15.7 (60.3)                 | 20.77 (69.39)               |
| 最低気温記録 °C （°F）                                                                | 0.5 (32.9)                  | 3.3 (37.9)                  | 7.8 (46)                    | 14.4 (57.9)                 | 17.2 (63)                   | 20.6 (69.1)                 | 20.0 (68)                   | 20.2 (68.4)                 | 19.7 (67.5)                 | 16.3 (61.3)                 | 11.1 (52)                   | 4.8 (40.6)                  | 0.5 (32.9)                  |
| 雨量 mm （inch）                                                                      | 4.2 (0.165)                 | 8.9 (0.35)                  | 17.8 (0.701)                | 57.3 (2.256)                | 162.0 (6.378)               | 124.5 (4.902)               | 140.2 (5.52)                | 216.9 (8.539)               | 211.4 (8.323)               | 117.6 (4.63)                | 53.9 (2.122)                | 15.9 (0.626)                | 1,130.6 (44.512)            |
| 平均降雨日数 （≥1 mm）                                                                | 1                           | 2                           | 2                           | 6                           | 14                          | 14                          | 16                          | 18                          | 20                          | 14                          | 5                           | 1                           | 113                         |
| % 湿度                                                                                | 68                          | 58                          | 52                          | 57                          | 71                          | 77                          | 79                          | 81                          | 81                          | 79                          | 75                          | 73                          | 70.9                        |
| 平均月間日照時間                                                                      | 272.8                       | 251.4                       | 269.7                       | 258.0                       | 217.0                       | 177.0                       | 170.5                       | 161.2                       | 156.0                       | 198.4                       | 234.0                       | 263.5                       | 2,629.5                     |
| 出典1：Thai Meteorological Department (Normal 1981-2010), (Avg. rainy days 1961-1990) |                             |                             |                             |                             |                             |                             |                             |                             |                             |                             |                             |                             |                             |
| 出典2：Hong Kong Observatory (sunshine)                                               |                             |                             |                             |                             |                             |                             |                             |                             |                             |                             |                             |                             |                             |

### 市内
市街地は、四方を堀に囲まれた旧市街と、その周囲に広がる新市街からなる。かつては堀の内側を城壁が囲んでいたが、道路建設のために取り壊され、今ではターペー門などいくつかの門がその名残を留めているのみである。街からは西南方向にドーイステープが望める。ピン川が街の東側にあり北から南に流れる。またこの川は下流でバンコクのチャオプラヤー川となる。

## 経済
もともとセラドン焼、絹織物、漆器、傘などの手工業で有名であったが、現在では観光地として名高い。ラーンナータイ王国時代の寺院が多数残っているほか、北部山岳地帯のトレッキングの拠点にもなっている。また、毎年4月にはソンクラーン（水掛祭り）、11月にはローイクラトン（灯籠流し）が行われ、この時期にはタイ国内から多くの観光客が集まってくる。隣接するランプーン工業団地に勤務する駐在員を中心に多くの日本人が居住していることから、チェンマイ日本人会が組織されており、チェンマイ日本人補習授業校も設置されている。近年は定年組のロングステイ先としても人気を博している。

## 行政区分
市内には16のタムボンと、その下位に77の村（ムーバーン）が存在する。市内には自治体（テーサバーン）が2つ設置されており、以下のようになっている。
- テーサバーンナコーン・チエンマイ …… タムボン・シープーム、プラシン、ハーイヤー、チャーンモイ、チャーンクラーン、ワットケート、パータンの全体と、タムボン・チャーンプアック、ステープ、パーデート、ノーンホーイ、ターサーラー、ノーンパークラン、ファーハームの一部。
- テーサバーンタムボン（タムボン自治体）・チャーンプアック …… タムボン・チャーンプアックの一部。

また郡内には8のタムボン行政体が設置されている。
1. タムボン・シープーム …… タイ語: ตำบลศรีภูมิ
2. タムボン・プラシン …… タイ語: ตำบลพระสิงห์
3. タムボン・ハーイヤー …… タイ語: ตำบลหายยา
4. タムボン・チャーンモイ …… タイ語: ตำบลช้างม่อย
5. タムボン・チャーンクラーン …… タイ語: ตำบลช้างคลาน
6. タムボン・ワットケート …… タイ語: ตำบลวัดเกต
7. タムボン・チャーンプアック …… タイ語: ตำบลช้างเผือก
8. タムボン・ステープ …… タイ語: ตำบลสุเทพ
9. タムボン・メーヒヤ …… タイ語: ตำบลแม่เหียะ
10. タムボン・パーデート …… タイ語: ตำบลป่าแดด
11. タムボン・ノーンホーイ …… タイ語: ตำบลหนองหอย
12. タムボン・ターサーラー …… タイ語: ตำบลท่าศาลา
13. タムボン・ノーンパークラン …… タイ語: ตำบลหนองป่าครั่ง
14. タムボン・ファーハーム …… タイ語: ตำบลฟ้าฮ่าม
15. タムボン・パータン …… タイ語: ตำบลป่าตัน
16. タムボン・ピースア …… タイ語: ตำบลสันผีเสื้อ

## 教育

### 大学
- チエンマイ大学
- パーヤップ大学
- メイジョウ大学
- チェンマイラチャパット大学

## 交通

### 空港
- チェンマイ国際空港

市街地の南西約4kmの場所にチェンマイ国際空港がある。タイ北部最大の国際空港で、北部の玄関口として国際線が多く運航されている。

### 鉄道
- タイ国鉄 - 北本線：チエンマイ駅

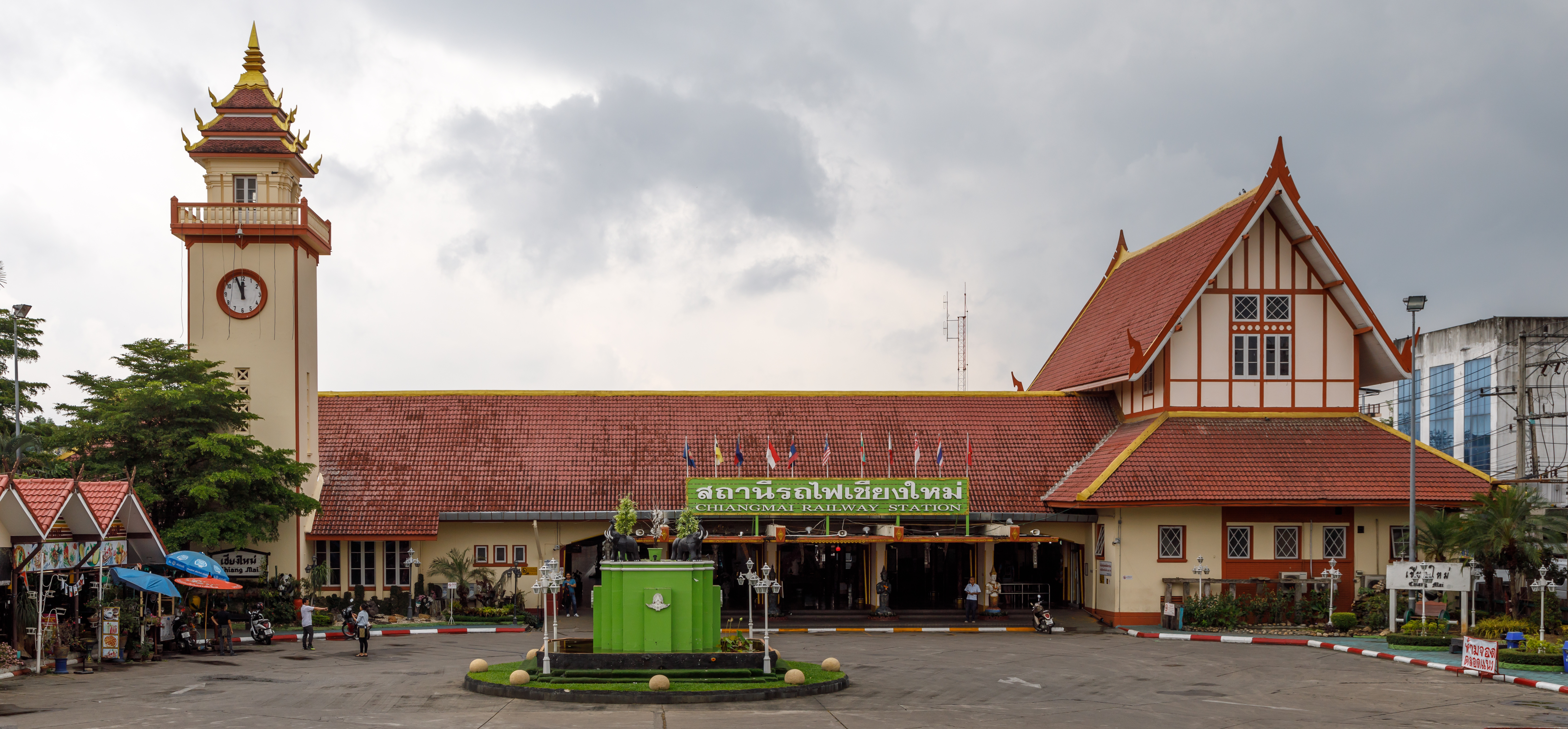
チエンマイ駅

19世紀に北本線が開通し、バンコクへの直通列車が運行されている。寝台列車がチエンマイ-バンコク間を1日6往復運行しており、約12時間程度で結んでいる。

### 市内交通
チエンマイでは、トゥクトゥクもあるが、ソンテウと呼ばれるピックアップトラックの荷台を改造した乗り合いタクシーが庶民の足となっている。車体の色によって大まかな行き先が分かれていて、チエンマイ市内は、主に赤色のソンテウが走っている。郊外や他県行きのソンテウは、チャンプアック・バスターミナルやワローロット市場前などから出ている。

### チェンマイバスターミナル
空港、駅に並ぶチエンマイの玄関アーケードバスターミナル。バンコクからチエンマイに来る観光客に多い交通手段のひとつ。またチエンマイから北のチェンライや、パーイ、そして隣国ミャンマーやラオス方面へ行くバスも出ている。チエンマイ最大のバスターミナルである。

## 姉妹都市
- 魚津市（日本）- 1989年8月8日[1]
- 昆明市(中華人民共和国)

## チエンマイを舞台とした作品
- 映画『東京-ソウル-バンコック 実録麻薬地帯』 - 千葉真一主演。